# In the End
In the End ist ein Song der US-amerikanischen Nu-Metal-Band Linkin Park. Es wurde als vierte und letzte Single des Debütalbums Hybrid Theory am 9. Oktober 2001 bei Warner Bros. veröffentlicht. Indem sie Platz zwei der US-Billboard-Charts erreichte, wurde die Single dort zur erfolgreichsten von Linkin Park. Es existieren mit Enth E Nd (von Reanimation) und Izzo/In the End (mit Jay-Z, von Collision Course) auch zwei Remixe, die beide als Promo-Singles veröffentlicht wurden.

## Entstehung
Der Song wurde ursprünglich als Gedicht von Chester Bennington geschrieben und benannt, wurde jedoch diverse Male umgeschrieben und angepasst, damit es auf das Album passte. So kamen auch zwei Rap-Parts von Mike Shinoda dazu.
Frühere Demoaufnahmen des Liedes trugen die Arbeitstitel Untitled oder The Untitled. Eine solche Version aus dem Jahr 1999 erschien 2011 auf dem exklusiven Fanclubalbum Linkin Park Underground Eleven.

## Musikvideo
Das Musikvideo wurde von Nathan „Karma“ Cox und Bandmitglied und DJ Joe Hahn gedreht. Es war das erste von vielen Musikvideos unter der Regie von Joe Hahn. Der Hintergrund des Videos wurde in der kalifornischen Wüste gedreht, die Band jedoch wurde während des Ozzfests 2001 im Studio gefilmt. Die fertige Version wurde mit Hilfe von CGI angefertigt.
Im Video rappt Mike Shinoda in einer Wüste, die nach einsetzendem Regen schlussendlich von Gräsern überwuchert wird. Weil der Text des Liedes sehr negativ sei, soll das Video die umgekehrte Entwicklung zeigen, indem dort die Welt zu einem schöneren Ort wird, erklärt Nathan Cox. Die übrige Band spielt bzw. singt auf einer gigantischen Statue, welche der Kolossalstatue Ramses II. stark ähnelt, ebenfalls in der Wüste. Parallel dazu fliegt außerdem ein Wal durch den Himmel, der das ganze Video gut zu sehen ist. Die Idee stammt von Joe Hahn, der erklärte, dass der im Meer lebende Wal als Kontrast zur trockenen Wüste stehe. Er sagte auch, dass das Video genauso wie der Song für den Kreislauf des Lebens stehe.
Das Video wurde 2002 mit dem MTV Video Music Award in der Kategorie Best Rock Video ausgezeichnet.

## Titelliste
- CD Single (In the End Pt. 1)

1. In the End – 3:38
2. In the End (Live BBC Radio One) – 3:28
3. Points of Authority (Live at Docklands Arena, London) – 3:31

- CD Single (In the End Pt. 2)

1. In the End – 3:38
2. A Place for My Head (Live at Docklands Arena, London) – 3:12
3. Step Up (1999 Demo) – 3:31

- Japanische EP (In the End: Live & Rare)

1. In the End (Album Version) – 3:36
2. Papercut (Live at Docklands Arena, London) – 3:11
3. Points of Authority (Live at Docklands Arena, London) – 3:26
4. A Place for My Head (Live at Docklands Arena, London) – 3:10
5. Step Up (1999 Demo) – 3:55
6. My December – 4:21
7. High Voltage – 3:45

## Kommerzieller Erfolg

### Chartplatzierungen
Nach Chester Benningtons Tod stieg das Lied in zahlreichen Ländern wieder in die Charts ein. Unter anderem in Deutschland, Österreich, sowie der Schweiz konnte es in den offiziellen Single-Charts seine Platzierung, die es nach Veröffentlichung erreichte, übertreffen.
| ChartsChartplatzierungen       | Höchstplatzierung | Wochen |
| ------------------------------ | ----------------- | ------ |
| Deutschland (GfK)              | 4 (… Wo.)         | …      |
| Österreich (Ö3)                | 6 (48 Wo.)        | 48     |
| Schweiz (IFPI)                 | 4 (55 Wo.)        | 55     |
| Vereinigte Staaten (Billboard) | 2 (39 Wo.)        | 39     |
| Vereinigtes Königreich (OCC)   | 8 (24 Wo.)        | 24     |

| ChartsJahrescharts (2001) | Platzierung |
| ------------------------- | ----------- |
| Deutschland (GfK)         | 94          |

| ChartsJahrescharts (2002)      | Platzierung |
| ------------------------------ | ----------- |
| Vereinigte Staaten (Billboard) | 7           |

### Auszeichnungen für Musikverkäufe
| Land/Region                  | Auszeichnungen für Musikverkäufe (Land/Region, Auszeichnung, Verkäufe) | Verkäufe   |
| ---------------------------- | ---------------------------------------------------------------------- | ---------- |
| Australien (ARIA)            | Gold                                                                   | 35.000     |
| Dänemark (IFPI)              | 2× Platin                                                              | 180.000    |
| Deutschland (BVMI)           | 3× Platin                                                              | 1.800.000  |
| Italien (FIMI)               | 4× Platin                                                              | 400.000    |
| Neuseeland (RMNZ)            | 5× Platin                                                              | 150.000    |
| Portugal (AFP)               | 7× Platin                                                              | 70.000     |
| Schweden (IFPI)              | Gold                                                                   | 15.000     |
| Schweiz (IFPI)               | Gold                                                                   | 20.000     |
| Spanien (Promusicae)         | 2× Platin                                                              | 120.000    |
| Vereinigte Staaten (RIAA)    | Diamant                                                                | 10.000.000 |
| Vereinigtes Königreich (BPI) | 4× Platin                                                              | 2.400.000  |
| Insgesamt                    | 3× Gold · 27× Platin · 1× Diamant ·                                    | 15.190.000 |

Hauptartikel: Linkin Park/Auszeichnungen für Musikverkäufe